# George Kooymans
George Kooymans (Den Haag, 11 maart 1948 – Rijkevorsel, 23 juli 2025) was een Nederlands componist, gitarist, zanger, tekstdichter en producer en was vooral bekend als medeoprichter van de rockgroep Golden Earring.

## Levensloop
In 1961 vormde de dertienjarige George met zijn buurjongen Rinus Gerritsen en andere vrienden uit de buurt een band. Vier jaar later heette de band The Golden Earrings en was met Please go en That day de nationale doorbraak een feit.
Eind jaren zestig behoorde de band, inmiddels omgedoopt tot Golden Earring, tot de top van de Nederlandse rockscene. Kooymans verzorgde niet alleen, nadat Rinus Gerritsen was gestopt met schrijven, de muziek én teksten van zijn eigen groep; hij schreef ook songs voor een aantal andere artiesten en bands. In 1967/68 schreef hij voor Bojoura een aantal singles en voor haar LP "Night Flight Night Sight". Earth and Fire is zijn belangrijkste ontdekking; hij componeerde voor hen de hit Seasons die in de Japanse hitparade een derde plaats haalde; er werden ruim 200.000 exemplaren van verkocht. In 1969 won Kooymans een Zilveren Harp. Dat jaar werd de song Murdock 9-6182 van zijn hand, die op de elpee On the double staat, gecoverd door de Volendamse groep Alles. In 1970 schreef Kooymans voor Patricia Paay de compositie "Tell me you're never gonna leave me" die zes weken in de Tipparade stond. In 1970 schreef hij de hitsingle "Fat Jack" voor Hearts of Soul. Voor het Nederlandse bandje Smyle schreef hij in 1972 een hit "It's gonna be allright" (Polydor). Verder was Kooymans verantwoordelijk voor de Kinderen voor Kinderen-hit "Vuur en Vlam". Ook op albums van Guus Meeuwis en Henk Westbroek staan Kooymans' composities.

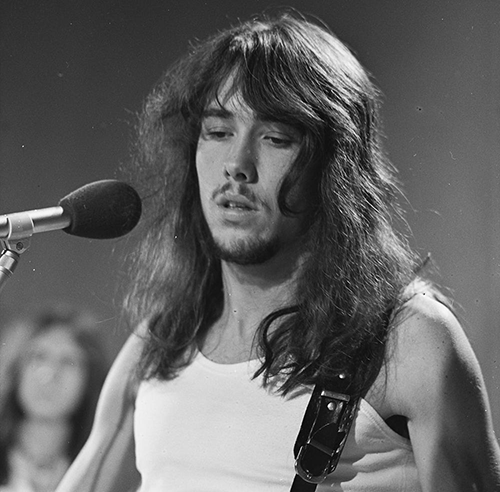
Kooymans (TopPop, 1971)

Vanaf eind jaren zeventig produceert hij met wisselend succes platen voor andere artiesten, zoals New Adventures, Herman Brood (Yada Yada, 1988), Sjako!, Nancy Boyd en Gé Reinders.
Samen met Barry Hay ontdekte hij medio jaren negentig de Haagse zangeres Anouk. Het duo speelt en zingt mee op haar debuut Together alone (1997), dat een groot succes werd: het bereikte multi-platinum status en werd het best verkochte debuutalbum van 1997. Het album is opgenomen en geproduceerd door Kooymans en Hay, samen met vaste Golden Earring-geluidsman John Sonneveld, in Kooymans' opnamestudio in België.
Op 5 februari 2021 werd bekend dat de diagnose van de progressieve zenuwziekte ALS was gesteld bij George Kooymans. Naar eigen zeggen was optreden voor hem niet langer mogelijk. Dit leidde tot de onmiddellijke opheffing van de band.
Op 11 maart 2021 eerden verschillende radiostations om 17.15 uur George Kooymans. Het waren onder andere Radio West, Radio Veronica en NPO Radio 2 en de VRT-stations Radio 1 en Radio 2 die alle op dat tijdstip ‘Radar Love’ draaiden.

## Prijs
Op 13 oktober 2012 kreeg Kooymans in het Arsenaaltheater in Vlissingen de Eddy Christiani Award uitgereikt. Deze prijs is een initiatief van SCOOP en wordt uitgereikt aan een nationale of internationale gitarist die zijn sporen heeft verdiend in het internationale popcircuit en evenals Christiani een inspirerende bijdrage heeft geleverd aan de ontwikkeling van de elektrische gitaarmuziek.
In 2023 werd hij benoemd tot ereburger van het Belgische Rijkevorsel.

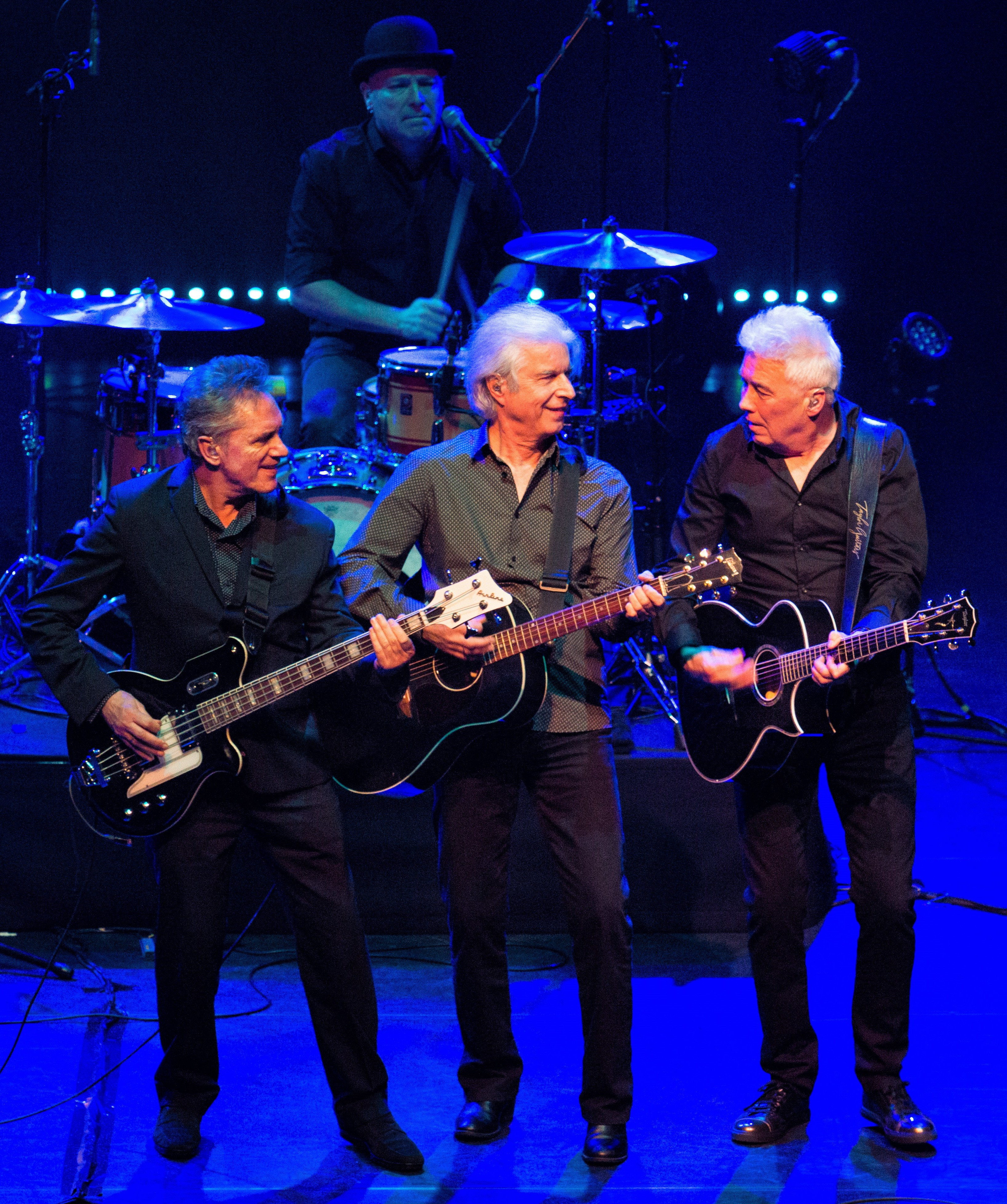
George Kooymans samen met Henny Vrienten en Boudewijn de Groot als Vreemde Kostgangers

## Solo
Kooymans heeft onder eigen naam twee soloplaten uitgebracht: Jojo (1971) en Solo (1987). Beide albums haalden de lp-lijst: Jojo bereikte de 18e plaats en Solo kwam tot nummer 30.
Vanaf 2016 bracht hij platen uit en deelde hij het podium met Henny Vrienten en Boudewijn de Groot onder de naam Vreemde Kostgangers. Op het album Windveren uit 2022 van De Groot staat zijn nummer Hoe meer ik dichterbij kom

## Privé
Kooymans was vanaf 1969 getrouwd met Melanie Gerritsen. Zij is de zuster van Golden Earring-basgitarist Rinus Gerritsen, die ook bij menig Earring-plaat betrokken is geweest, en Kooymans had twee kinderen met haar.
Kooymans overleed op 23 juli 2025 op 77-jarige leeftijd in zijn woonplaats Rijkevorsel.

## Discografie

### Albums
| Album met eventuele hitnotering(en) in de Nederlandse Album Top 100 | Datum van verschijnen | Datum van binnenkomst | Hoogste positie | Aantal weken | Opmerkingen                              |
| ------------------------------------------------------------------- | --------------------- | --------------------- | --------------- | ------------ | ---------------------------------------- |
| Jojo                                                                | 1972                  | 08-01-1972            | 18              | 2            | als Jojo                                 |
| Solo                                                                | 1987                  | 11-04-1987            | 30              | 8            |                                          |
| On location                                                         | 2010                  | 10-04-2010            | 35              | 7            | als Kooymans-Carillo / met Frank Carillo |
| Vreemde Kostgangers                                                 | 2017                  | 04-03-2017            | 1(1wk)          | 16           | Met Henny Vrienten en Boudewijn de Groot |
| Nachtwerk                                                           | 2017                  | 02-12-2017            | 9               | 20           | Met Henny Vrienten en Boudewijn de Groot |
| Mirage                                                              | 17-06-2022            |                       | 47              | 3*           | als Kooymans-Carillo / met Frank Carillo |

### Singles
| Single met eventuele hitnotering(en) in de Nederlandse Top 40 | Datum van verschijnen | Datum van binnenkomst | Hoogste positie | Aantal weken | Opmerkingen                         |
| ------------------------------------------------------------- | --------------------- | --------------------- | --------------- | ------------ | ----------------------------------- |
| Lovin' and hurtin'                                            | 1971                  | 25-12-1971            | 25              | 3            | als Jojo / #25 in de Single Top 100 |
| The beat goes on                                              | 1987                  | 09-05-1987            | tip18           | -            | #62 in de Single Top 100            |

## Boeken
- The Story of Golden Earring, 2005
- Songs, Snaren en Gitaren, George Kooymans de muzikale kracht achter de songs van Golden Earring, 2015

Discografie
- Bibsys: 43573
- Biblioteca Nacional de España: XX989134
- Gemeinsame Normdatei: 134432266
- International Standard Name Identifier: 0000 0000 7140 4249
- Library of Congress Control Number: n91084103
- MusicBrainz: 531b823d-bf15-4e9c-ab2a-8be032bf873d
- Nederlandse Thesaurus van Auteursnamen: 070493553
- Virtual International Authority File: 9026789
- WorldCat: E39PBJp9y3DDj3TdFCMcP9H6Kd